# Barbus trimaculatus
Barbus trimaculatus es una especie de peces de la familia de los Cyprinidae en el orden de los Cypriniformes.

## Morfología
Los machos pueden llegar alcanzar los 15 cm de longitud total.

## Hábitat
Es un pez de agua dulce.

## Distribución geográfica
Se encuentran en ríos de Angola, República Democrática del Congo, Malaui, Mozambique, Sudáfrica, Suazilandia, Tanzania, Zambia y Zimbabue. 